# Répression contre les grévistes de l'industrie du tabac de Thessalonique
 (mars 2022).
Si vous disposez d'ouvrages ou d'articles de référence ou si vous connaissez des sites web de qualité traitant du thème abordé ici, merci de compléter l'article en donnant les références utiles à sa vérifiabilité et en les liant à la section « Notes et références ».

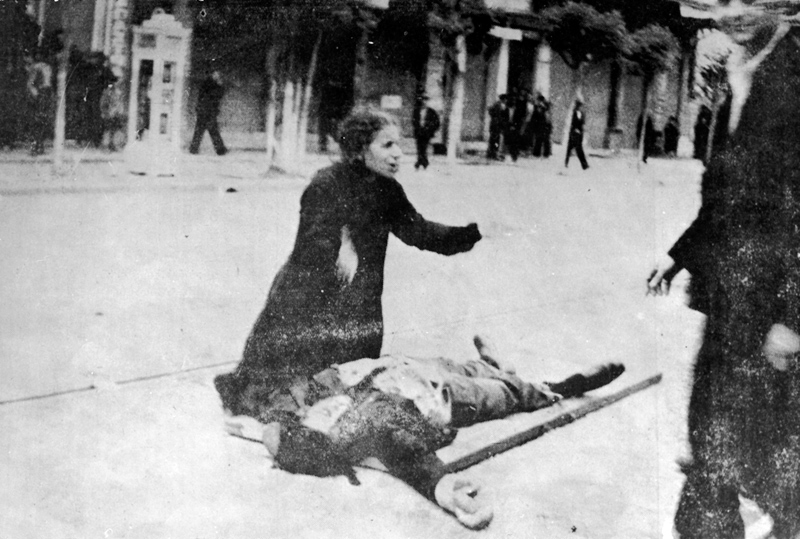
Une mère pleurant son fils après la tuerie de Thessalonique.

La répression contre les grévistes de l'industrie du tabac de Thessalonique du 9 mai 1936 s'inscrit dans un contexte social tendu, qui débute à l'automne 1935. Survenue sur ordre du Premier ministre Ioánnis Metaxás, elle fait douze tués et 280 blessés du côté des travailleurs mobilisés. La portée de l'événement est telle, qu'elle conduit le gouvernement à reculer et accéder aux revendications des ouvriers du tabac.

## Contextes et revendications
En 1932, la Grèce déclare la banqueroute et les conditions de travail se durcissent dans le pays. Tandis que le chômage augmente, la convention de Papanastasíou qui protégeait les ouvriers est abandonnée.
Durant l'automne 1935, un mouvement de protestations, dont l'épicentre est la ville de Thessalonique, se développe du côté de la classe ouvrière : il réclame la journée de 8 heures, une hausse des salaires et la restauration de la convention de Papanastasíou. En février 1936, des occupations d'usines se produisent. Face aux grèves, le gouvernement, présidé par Ioánnis Metaxás à partir d'avril 1936, multiplie les arrestations et condamne certains meneurs à l'exil.
Le 6 mai 1936, l'armée tire sur des manifestants regroupés sur la place Valli, faisant de nombreux blessés.

## La journée du 9 mai 1936 et ses conséquences
Le 9 mai 1936, l'armée grecque tue 12 ouvriers grévistes issus de l'industrie du tabac et en blesse 280 autres, à Thessalonique. En réaction, des manifestants envahissent la rue Egnatía (en) et la place Aristote, tandis que d'autres se dirigent vers la maison du gouverneur, où des affrontements commencent. Le 3e corps d'armée (en) est alors mobilisé et toute nouvelle manifestation est interdite par les autorités. 
En dépit de l'interdiction, 150 000 manifestants sortent dans la rue le lendemain pour assister aux funérailles des ouvriers tombés sous les balles. Dans les jours qui suivent, de nouvelles grèves éclatent dans d'autres villes. Effrayé par le risque de généralisation, le gouvernement finit par accepter les revendications des travailleurs du tabac, ce qui ne met pourtant pas fin à la mobilisation.

## Portée littéraire
Ému par la photo d'une mère éplorée se penchant sur le corps inanimé de son fils, victime des balles de l'armée grecque, le poète Yánnis Rítsos écrit le poème Épitaphe (en) (Επιτάφιος, Epitáfios), qui connaît un vif succès.